# Todee District
Todee är ett lagstadgat distrikt i Liberia. Det ligger i Montserrado County, i den centrala delen av landet, cirka 50 km nordost om huvudstaden Monrovia.